# Lüttich–Bastogne–Lüttich 2024
Lüttich–Bastogne–Lüttich 2024 war die 110. Austragung des belgischen Eintagesrennens. Das Rennen fand am 21. April statt und war Teil der UCI WorldTour 2024. Lüttich-Bastogne-Lüttich gehört wie Mailand-Sanremo, die Flandern-Rundfahrt, Paris-Roubaix und Il Lombardia zu den Monumenten des Radsports.
Der Sieg ging an den Slowenen Tadej Pogačar (UAE Team Emirates), der sich mit rund 35 zu fahrenden Kilometern im Anstieg der Côte de la Redoute absetzte und das Ziel als Solist mit einem Vorsprung von einer Minute und 39 Sekunden erreichte. Der Franzose Romain Bardet (Team dsm-firmenich PostNL) belegte den zweiten Rang, ehe sich Mathieu van der Poel (Alpecin-Deceuninck) im Sprint um den verbliebenen Podiumsplatz durchsetzte.

## Teilnehmende Mannschaften und Fahrer
Neben den 18 UCI WorldTeams gingen auch 7 UCI ProTeams bei dem Rennen an den Start. Für jedes Team waren sieben Fahrer startberechtigt.
Mit Tadej Pogačar (UAE Team Emirates), Bob Jungels (Bora-hansgrohe) und Wout Poels (Bahrain Victorious) standen drei ehemalige Sieger bei der 110. Austragung am Start.
Als Favorit galt der Slowene Tadej Pogačar, der im Jahr 2024 bereits die Strade Bianche gewann und bei Mailand–Sanremo als Dritter auf dem Podium stand. Nachdem er bei der Katalonien-Rundfahrt vier der sieben Etappen gewann, Gesamtsieger wurde und alle Sonderwertungen für sich entschied, kehrte er nun bei Lüttich–Bastogne–Lüttich ins Fahrerfeld zurück. Mit Marc Hirschi, João Almeida und Diego Ulissi konnte er zudem auf ein starkes Team bauen.
Als sein größter Herausforderer galt der amtierende Weltmeister Mathieu van der Poel (Alpecin-Deceuninck), der mit der Flandern-Rundfahrt und Paris–Roubaix im Jahr 2024 bereits zwei Monumente gewinnen konnte. Die Niederländer bestritt Lüttich–Bastogne–Lüttich bislang jedoch erst einmal, wobei er den sechsten Platz belegte. Im Vorfeld des Rennens konnte er beim Amstel Gold Race nicht an seine Frühform anschließen. Ein weiterer Mitfavorit war der Brite Thomas Pidcock (Ineos Grenadiers), der das Amstel Gold Race 2024 gewann. Zudem belegte der Brite im Vorjahr den zweiten Rang bei Lüttich–Bastogne–Lüttich. Mit Egan Bernal und Michał Kwiatkowski gingen zwei weitere bekannte Fahrer der Ineos Grenadiers an den Start.
Als weitere Siegesanwärter galten: Mattias Skjelmose Jensen, Andrea Bagioli (alle Lidl-Trek), Ben Healy, Richard Carapaz (beide EF Education-EasyPost), Tiesj Benoot, Ben Tulett (beide Visma-Lease a Bike), Santiago Buitrago, Wout Poels (beide Bahrain Victorious), David Gaudu, Valentin Madouas, Romain Grégoire (alle Groupama-FDJ), Jai Hindley, Alexander Wlassow (beide Bora-hansgrohe), Simon Yates, Michael Matthews, Mauro Schmid (alle Team Jayco AlUla), Kévin Vauquelin (Arkéa-B&B Hotels), Benoît Cosnefroy, Felix Gall (beide Decathlon AG2R La Mondiale Team), Andreas Kron, Maxim Van Gils (beide Lotto Dstny), Alexei Luzenko (Astana Qazaqstan Team), Guillaume Martin (Cofidis), Romain Bardet (Team dsm-firmenich PostNL), Alex Aranburu (Movistar Team), Lorenzo Rota (Intermarché-Wanty), Andreas Leknessund, Tobias Halland Johannessen (beide Uno-X Mobility) und Dylan Teuns, sowie Stephen Williams (beide Israel-Premier Tech), der den Flèche Wallonne 2024 gewann.
Nicht am Start standen der Vorjahressieger Remco Evenepoel (Soudal Quick-Step) und Primož Roglič (Bora-hansgrohe) die beide in einen schweren Massensturz bei der Baskenland-Rundfahrt involviert waren und ihre geplanten Starts zurückziehen mussten. Auch Wout van Aert, Jonas Vingegaard (beide Visma-Lease a Bike) und Julian Alaphilippe (Soudal Quick-Step) zählten zu den prominenten Nicht-Startern.
| UCI WorldTeams | UCI WorldTeams                  | UCI WorldTeams | UCI WorldTeams        | UCI WorldTeams | UCI WorldTeams            | UCI ProTeams | UCI ProTeams          |
| -------------- | ------------------------------- | -------------- | --------------------- | -------------- | ------------------------- | ------------ | --------------------- |
| ADC            | Alpecin-Deceuninck              | EFE            | EF Education-EasyPost | DFP            | Team dsm-firmenich PostNL | BWB          | Bingoal WB            |
| ARK            | Arkéa-B&B Hotels                | GFC            | Groupama-FDJ          | JAY            | Team Jayco AlUla          | EKP          | Equipo Kern Pharma    |
| AST            | Astana Qazaqstan Team           | IGD            | Ineos Grenadiers      | TVL            | Team Visma-Lease a Bike   | IPT          | Israel-Premier Tech   |
| TBV            | Bahrain Victorious              | IWA            | Intermarché-Wanty     | UAD            | UAE Team Emirates         | LDT          | Lotto Dstny           |
| BOH            | Bora-Hansgrohe                  | LTK            | Lidl-Trek             |                |                           | TFB          | Team Flanders-Baloise |
| COF            | Cofidis                         | MOV            | Movistar Team         |                |                           | TEN          | TotalEnergies         |
| DAT            | Decathlon AG2R La Mondiale Team | SOQ            | Soudal Quick-Step     |                |                           | UXM          | Uno-X Mobility        |

## Streckenführung
Die Strecke führte über 254,5 km von Lüttich nach Bastogne und retour, wobei sich der Parcours im Vergleich zum Vorjahr nur geringfügig änderte. Vom Start an ging es über die Hügel der Ardennen in Richtung Süden, wobei Aywaille und Manhay durchfahren wurden. Anders als bei der vorangegangenen Austragung führte die Strecke jedoch nicht nach La Roche-en-Ardenne, sondern passierte die Gemeinde im Osten, ehe mit der Côte de Bonnerue nach 76,2 Kilometern die erste kategorisierte Steigung in Angriff genommen wurde. In weiterer Folge führte die Strecke über Bertogne nach Bastogne das nach knapp 100 gefahrenen Kilometern den südlichsten Punkt darstellte. Nun drehte die Fahrtrichtung gen Norden und die Fahrer begannen den anspruchsvolleren Rückweg nach Lüttich.
Bei Houffalize erreichten die Fahrer 137,2 Kilometer vor dem Ziel auf der Côte de Saint-Roche den zweiten kategorisierten Anstieg, ehe es über hügliges Terrain durch Geilich und Vielsalm ging. Knapp 100 Kilometer vor dem Ziel begann die finale Serie von Anstiegen, die bis kurz vor Lüttich führte. Den Auftakt bildete die 587 Meter hohe Côte de Mont-le-Soie, die den höchsten kategorisierten Punkt des Rennens darstellte. Unmittelbar darauf folgten die Côte de Wanne und die Côte de Stockeu, die auf ihrer Länge von einem Kilometer eine durchschnittliche Steigung von 12,5 % aufwies. Im Anschluss führten die Côte de la Haute-Levée und der Col du Rosier von Stavelot nach Spa, ehe es über die Côte de Desnié nach Remouchamps ging, wo mit der Côte de la Redoute der bekannteste Anstieg des Rennens auf dem Programm stand.
Im Jahr 2024 wurde der höchste Punkt der Côte de la Redoute 33,9 Kilometer vor dem Ziel erreicht. Die 1,6 Kilometer lange Steigung weist eine Durchschnittssteigung von 9,4 % auf, beinhaltet jedoch Rampen von bis zu 20 %. Auf der Kuppe bogen die Fahrer wie im Vorjahr rechts ab und gelangten so nach Cornémont, das sich am Ende einer kurzen flachen Gegensteigung befand. Im Anschluss wurde die Côte des Forges befahren. Über Dolembreux und Méry führte die Strecke nun zur Côte de la Roche-aux-Faucons, die den elften und letzten kategorisierten Anstieg darstellte und 13,3 Kilometer vor dem Ziel überquert wurde. Die 1,3 Kilometer lange Steigung führte im Schnitt bei 11 % bergauf, ehe nach einer kurzen Gegensteigung die Abfahrt nach Lüttich über die Rue de la Belle Jardinière und Route du Condroz erfolgte. Auf den letzten beiden flachen Kilometern wurde die Pont de Fétinne überquert, ehe es auf die rund 900 Meter lange Zielgerade ging, die neben der Ourthe verlief.
| #  |                              | km    | Höhe (m) | Länge (km) | Ø Steigung |
| -- | ---------------------------- | ----- | -------- | ---------- | ---------- |
| 1  | Côte de Bonnerue             | 76,2  | 447      | 2,5        | 12,3 %     |
| 2  | Côte de Saint-Roch           | 117,3 | 456      | 1          | 11,2 %     |
| 3  | Côte de Mont-le-Soie         | 161,2 | 587      | 1,7        | 7,9 %      |
| 4  | Côte de Wanne                | 169,5 | 499      | 3,6        | 5,1 %      |
| 5  | Côte de Stockeu              | 176   | 401      | 1          | 12,5 %     |
| 6  | Côte de la Haute-Levée       | 180,2 | 465      | 2,2        | 7,5 %      |
| 7  | Col du Rosier                | 194,4 | 565      | 4,4        | 5,9 %      |
| 8  | Côte de Desnié               | 207,8 | 385      | 1,6        | 8,1 %      |
| 9  | Côte de la Redoute           | 220,5 | 287      | 1,6        | 9,4 %      |
| 10 | Côte de Forges               | 231,2 | 274      | 1,3        | 7,8 %      |
| 11 | Côte de la Roche-aux-Faucons | 241,2 | 225      | 1,3        | 11 %       |
|    | Ziel                         | 254,5 |          |            |            |

## Rennverlauf und Ergebnis
Frühe Rennphase
Der Start erfolgte bei rund 5 Grad Celsius in Lüttich. Nachdem das Rennen freigegeben worden war, kam es zu den ersten Angriffen, ehe sich eine neun Fahrer umfassende Fluchtgruppe nach etwa zehn Kilometern absetzte. In dieser waren Christian Scaroni (Astana Qazaqstan), Gil Gelders (Soudal Quick-Step), Iván Romeo (Movistar), Lilian Calmejane (Intermarché-Wanty), Rémy Rochas (Groupama-FDJ), Enzo Leijnse (dsm-firmenich PostNL), Loïc Vliegen (Bingoal WB), Paul Ourselin und Fabien Doubey (beide TotalEnergies) vertreten. Der Pole Danny Van der Tuuk (Kern Pharma) versuchte ebenfalls zu der Ausreißergruppe aufzuschließen, was ihm jedoch nicht gelang. In Bastogne betrug der Vorsprung nach rund 100 gefahrenen Kilometern etwa vier Minuten.
Sturz im Hauptfeld
Rund 100 Kilometer vor dem Ziel kam es im Hauptfeld zu einem Massensturz, durch den die enge Straße versperrt wurde. Unter den gestürzten Fahrern waren auch Valentin Madouas (Groupama-FDJ) und Ben Tulett (Visma-Lease a Bike), während der Weltmeister Mathieu van der Poel (Alpecin-Deceuninck) aufgehalten wurde und den Anschluss zum Hauptfeld verlor. Nun forcierte die Israel-Premier-Tech-Mannschaft das Tempo. Der Rückstand der abgehängten Fahrer wuchs im Anschluss auf über eine Minute an, wobei auch weitere bekannte Fahrer wie Alexander Wlassow (Bora-hansgrohe) und Pello Bilbao (Bahrain Victorious) durch den Sturz abgehängt worden waren. Kurz darauf fiel auch Thomas Pidcock (Ineos Grenadiers) aufgrund eines Defekts in der Gruppe um Mathieu van der Poel zurück.
Im Anstieg der Côte de Stockeu trat der Brite an und versuchte gemeinsam mit Mauri Vansevenant (Soudal Quick-Step) zu der Favoritengruppe aufzuschließen, die zwischenzeitlich die Ausreißergruppe eingeholt hatte. Im nachfolgenden Anstieg der Côte de la Haute-Levée erhielten Thomas Pidcock und Mauri Vansevenant Unterstützung von Rémy Rochas und Romain Grégoire (beide Groupama-FDJ), der ebenfalls abgehängt worden war. Nach der Kuppe ließ sich Omar Fraile (Ineos Grenadiers) aus dem Hauptfeld zurückfallen und schloss für seinen Teamkollegen die verbliebene Lücke. Zwischenzeitlich hatte sich dahinter die Bahrain-Victorious-Mannschaft formiert, die mit Hilfe des Windschattens ihres Teamwagens eine größere Gruppe, in der sich auch Mathieu van der Poel befand, an die Spitzengruppe heranführen.
Vorentscheidung auf der Côte de la Redoute
Nach den nachfolgenden Steigungen, in denen vereinzelt Fahrer zurückfielen, griff Tadej Pogačar (UAE Team Emirates) nach der Vorarbeit seiner Mannschaft im Anstieg der Côte de la Redoute an. Rund 35 Kilometer vor dem Ziel löste er sich von den restlichen Fahrern und überquerte die Kuppe des Anstiegs mit einem Vorsprung von wenigen Sekunden. Dahinter formierte sich eine kleine Verfolgergruppe, in der mit Richard Carapaz (EF Education-EasyPost), Egan Bernal (Ineos Grenadiers), Maxim Van Gils (Lotto Dstny), Alexei Luzenko (Astana Qazaqstan) und Mauri Vansevenant fünf Fahrer vertreten waren. Kurz darauf stießen weitere Fahrer zu der ersten Verfolgergruppe hinzu, ehe Ben Healy (EF Education-EasyPost) angriff und sich gemeinsam mit Romain Bardet (dsm-firmenich PostNL), Benoît Cosnefroy (Decathlon AG2R La Mondiale) und Romain Grégoire absetzte. Unterdessen hatte Tadej Pogačar seinen Vorsprung auf über eine Minute ausgebaut.
Entscheidung
Nachdem sich die Rennsituation nach der Côte de Forges stabilisiert hatte, folgte die Entscheidung im Anstieg der Côte de la Roche-aux-Faucons. Während Tadej Pogačar seinen Vorsprung weiter ausbauen konnte und souverän den Zielort Lüttich erreichte, konnte die erste große Verfolgergruppe den Rückstand zu dem Ausreißer-Quartett wieder reduzieren. Während sich Romain Bardet im Anstieg der Côte de la Roche-aux-Faucons von der ersten Verfolgergruppe absetzen konnte, schlossen Egan Bernal, Richard Carapaz, Maxim Van Gils, Alexei Lutsenko und Tiesj Benoot (Visma-Lease a Bike) zu dieser auf. Nach einer kurzen Abfahrt forcierte Maxim Van Gils das Tempo erneut und führte die Gruppe beinahe ans Hinterrad von Romain Bardet heran, der seinen Vorsprung im Anschluss jedoch wieder ausbauen konnte. Kurz vor der abschließenden Abfahrt nach Lüttich konnten neben anderen Fahrern auch Mathieu van der Poel und Thomas Pidcock wieder zur ersten großen Verfolgergruppe aufschließen, nachdem sie bereits zweimal abgehängt worden waren.

Schlussendlich gewann Tadej Pogačar Lüttich–Bastogne–Lüttich zum zweiten Mal und sicherte sich so seinen sechsten Sieg bei einem Monument des Radsports. Platz zwei ging an Romain Bardet, der das Ziel ebenfalls als Solist mit einem Rückstand von einer Minute und 39 Sekunden erreichte. Im Sprint um Platz drei setzte sich Mathieu van der Poel durch, der das Ziel zwei Minuten und zwei Sekunden nach dem Sieger erreichte.
| \| Gesamtwertung \| Gesamtwertung \| Gesamtwertung \| Gesamtwertung \| Gesamtwertung \| \| Fahrer \| Fahrer \| Land \| Team \| Zeit \| \| ------------- \| ---------------------- \| ---------------------- \| -------------------------- \| --------------- \| \| 1. \| Tadej Pogačar \| Slowenien \| UAE Team Emirates \| 6 h 13 min 48 s \| \| 2. \| Romain Bardet \| Frankreich \| Team dsm-firmenich PostNL \| + 1 min 39 s \| \| 3. \| Mathieu van der Poel \| Niederlande \| Alpecin-Deceuninck \| + 2 min 02 s \| \| 4. \| Maxim Van Gils \| Belgien \| Lotto Dstny \| + 2 min 02 s \| \| 5. \| Aurélien Paret-Peintre \| Frankreich \| Decathlon-AG2R La Mondiale \| + 2 min 02 s \| \| 6. \| Mauri Vansevenant \| Belgien \| Soudal Quick-Step \| + 2 min 02 s \| \| 7. \| Valentin Madouas \| Frankreich \| Groupama-FDJ \| + 2 min 02 s \| \| 8. \| Alexei Luzenko \| Kasachstan \| Astana Qazaqstan Team \| + 2 min 02 s \| \| 9. \| Pello Bilbao \| Spanien \| Bahrain Victorious \| + 2 min 02 s \| \| 10. \| Thomas Pidcock \| Vereinigtes Königreich \| Ineos Grenadiers \| + 2 min 02 s \| \| 11. \| Paul Lapeira \| Frankreich \| Decathlon-AG2R La Mondiale \| + 2 min 02 s \| \| 12. \| Tiesj Benoot \| Belgien \| Team Visma \\| Lease a Bike \| + 2 min 02 s \| \| 13. \| Bauke Mollema \| Niederlande \| Lidl-Trek \| + 2 min 02 s \| \| 14. \| Alex Aranburu \| Spanien \| Movistar Team \| + 2 min 02 s \| \| 15. \| Dylan Teuns \| Belgien \| Israel-Premier Tech \| + 2 min 02 s \| \| 16. \| Benoît Cosnefroy \| Frankreich \| Decathlon-AG2R La Mondiale \| + 2 min 02 s \| \| 17. \| Marc Hirschi \| Schweiz \| UAE Team Emirates \| + 2 min 02 s \| \| 18. \| Guillaume Martin \| Frankreich \| Cofidis \| + 2 min 02 s \| \| 19. \| Ion Izagirre \| Spanien \| Cofidis \| + 2 min 02 s \| \| 20. \| Alexander Wlassow \| Neutrales Banner \| Bora-Hansgrohe \| + 2 min 02 s \| |                        |                        |                            |                 |
| |                        |                        |                            |                 |
| Quelle: ProCyclingStats |                        |                        |                            |                 |
| Gesamtwertung |                        |                        |                            |                 |
| Fahrer | Fahrer                 | Land                   | Team                       | Zeit            |
| 1. | Tadej Pogačar          | Slowenien              | UAE Team Emirates          | 6 h 13 min 48 s |
| 2. | Romain Bardet          | Frankreich             | Team dsm-firmenich PostNL  | + 1 min 39 s    |
| 3. | Mathieu van der Poel   | Niederlande            | Alpecin-Deceuninck         | + 2 min 02 s    |
| 4. | Maxim Van Gils         | Belgien                | Lotto Dstny                | + 2 min 02 s    |
| 5. | Aurélien Paret-Peintre | Frankreich             | Decathlon-AG2R La Mondiale | + 2 min 02 s    |
| 6. | Mauri Vansevenant      | Belgien                | Soudal Quick-Step          | + 2 min 02 s    |
| 7. | Valentin Madouas       | Frankreich             | Groupama-FDJ               | + 2 min 02 s    |
| 8. | Alexei Luzenko         | Kasachstan             | Astana Qazaqstan Team      | + 2 min 02 s    |
| 9. | Pello Bilbao           | Spanien                | Bahrain Victorious         | + 2 min 02 s    |
| 10. | Thomas Pidcock         | Vereinigtes Königreich | Ineos Grenadiers           | + 2 min 02 s    |
| 11. | Paul Lapeira           | Frankreich             | Decathlon-AG2R La Mondiale | + 2 min 02 s    |
| 12. | Tiesj Benoot           | Belgien                | Team Visma \| Lease a Bike | + 2 min 02 s    |
| 13. | Bauke Mollema          | Niederlande            | Lidl-Trek                  | + 2 min 02 s    |
| 14. | Alex Aranburu          | Spanien                | Movistar Team              | + 2 min 02 s    |
| 15. | Dylan Teuns            | Belgien                | Israel-Premier Tech        | + 2 min 02 s    |
| 16. | Benoît Cosnefroy       | Frankreich             | Decathlon-AG2R La Mondiale | + 2 min 02 s    |
| 17. | Marc Hirschi           | Schweiz                | UAE Team Emirates          | + 2 min 02 s    |
| 18. | Guillaume Martin       | Frankreich             | Cofidis                    | + 2 min 02 s    |
| 19. | Ion Izagirre           | Spanien                | Cofidis                    | + 2 min 02 s    |
| 20. | Alexander Wlassow      | Neutrales Banner       | Bora-Hansgrohe             | + 2 min 02 s    |

## Vergabe der UCI-Punkte
Lüttich–Bastogne–Lüttich 2024 war Teil der UCI WorldTour 2024. Nach dem Rennen wurden UCI-Punkte vergeben, die sich auf die Platzierung der Fahrer und Mannschaften im UCI-Ranking auswirkten. Die Punktevergabe erfolgte nach folgendem Schlüssel:
| Platzierung  | 1.  | 2.  | 3.  | 4.  | 5.  | 6.  | 7.  | 8.  | 9.  | 10. | Anmerkung                               |
| ------------ | --- | --- | --- | --- | --- | --- | --- | --- | --- | --- | --------------------------------------- |
| Tageswertung | 800 | 640 | 520 | 440 | 360 | 280 | 240 | 200 | 160 | 135 | gestaffelt bis zum 60. Platz (5 Punkte) |